# オートバイ用トレーラー
オートバイ用トレーラー（オートバイようトレーラー、Motorcycle trailer）はオートバイによって牽引されるトレーラーである。

## 概要

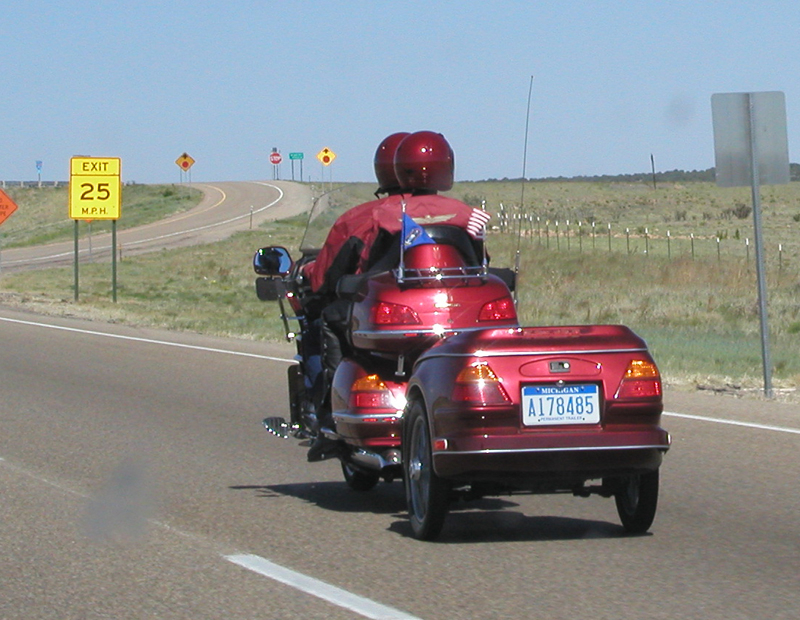
ホンダ・ゴールドウイングの牽引型トレーラー

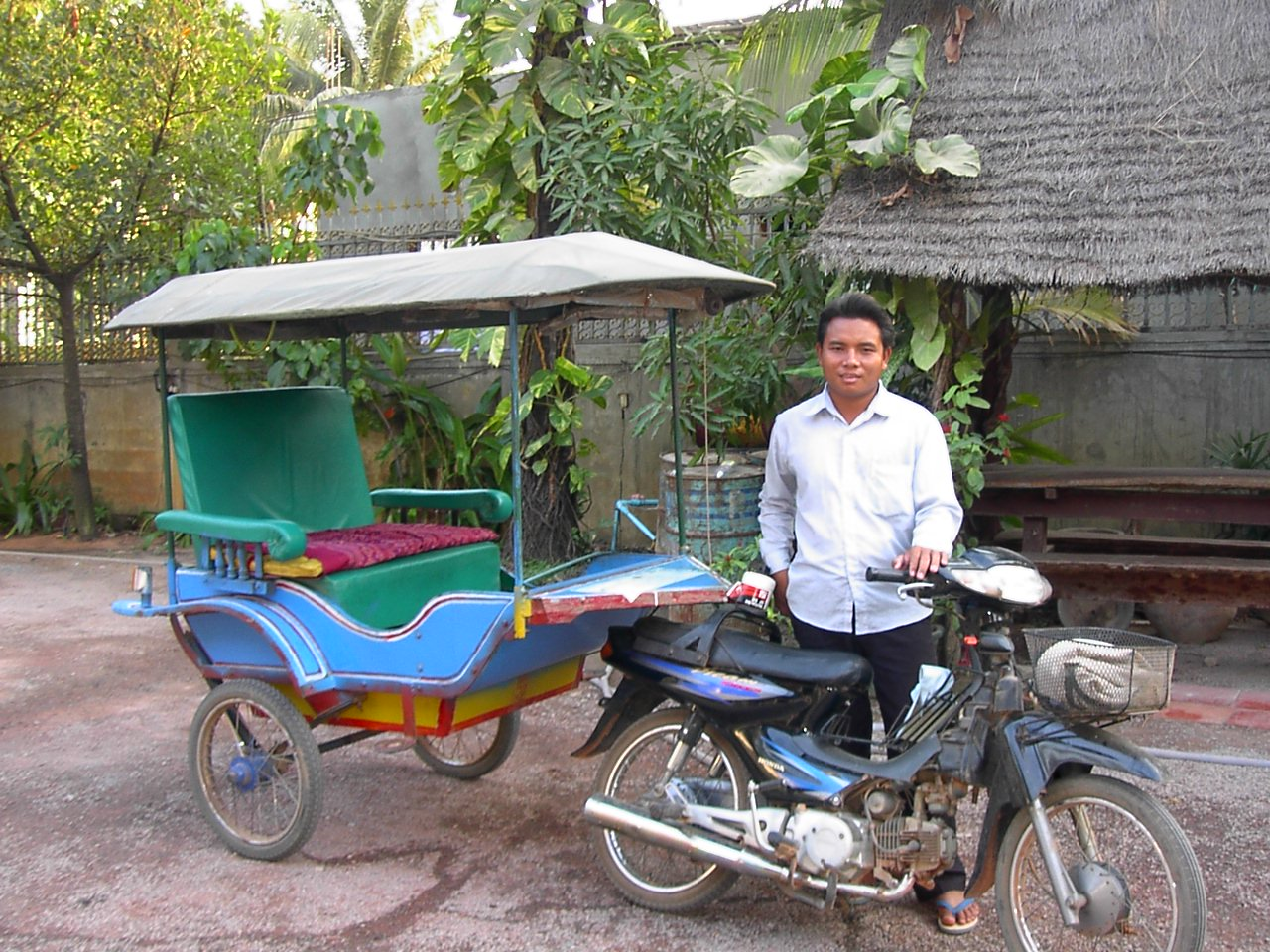
「トゥクトゥク」と呼ばれる、オートバイけん引型トレーラーを利用したカンボジアのタクシー
（ホンダ・カブの東南アジア向けであるホンダ・ドリーム）

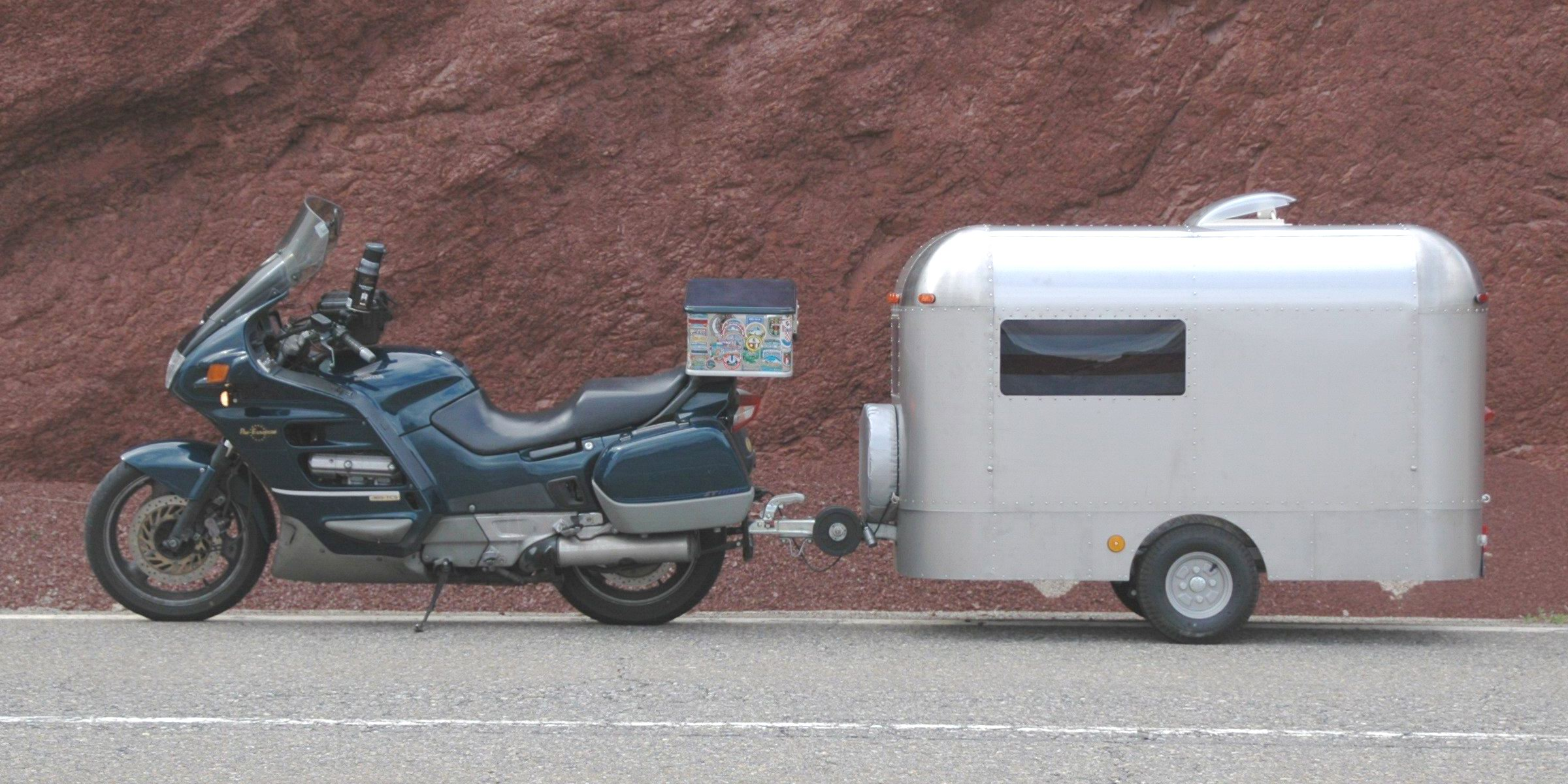
Honda with caravan trailer

オートバイで牽引するトレーラーは、4輪車で牽引するライトトレーラーと同様の構成であるが車体幅の狭いオートバイに合わせてトレッドを狭く小型に作られている。外観も牽引するオートバイに合わせてデザインされているものもある。用途は4輪車用のライトトレーラーと同様に、オートバイに積みきれない荷物を運搬するためのものや、駐車中に展開してテントとして使うものがある。1輪のものも製造、販売されており、チェコ共和国のヤワ・モーターズが製造していたPAVトレーラーや、ハンガリー共和国のMotorkuliが製造していた製品などがある。
英国ではオートバイで牽引するトレーラーに法的な基準が設けられていて、牽引するオートバイは排気量125cc以上で、車体に総重量を標示しなければならない。トレーラーは全幅が1m以下、オートバイの後車からトレーラーの後端までの距離は2.5m以下、トレーラーの積載重量は150kgまたは牽引車両の総重量の2/3を超えてはならない。
東南アジアをはじめとする発展途上国の多くでも、小型のオートバイでトレーラーを牽引する利用法が見られる。

## 日本の法規上の扱い
四輪以上の自動車で大型トレーラー以外のトレーラー（ライトトレーラー）等を牽引する場合と同様に、専用の堅牢な構造装置および牽引器具が必須であり、原則として、独自のブレーキ装置や灯火類等が必要となる。法規制としては、トレーラーのサイズや重量などに応じて、ナンバー登録が必要であり、トレーラーに車検が必要な場合もある。オートバイで牽引できるライトトレーラーの市販は限定的であり、自作して独自にナンバー登録や、車検を通す場合すらある。
なお、オートバイ用ライトトレーラー（次掲の付随車を含む）は貨物用であり、乗用のライトトレーラー（付随車含む）は無い。また道路交通法でも、オートバイの乗車定員は本体の方に1名または2名だけであるため、付随車に乗車することはできない。
ただし、オートバイでも二輪の125cc未満が牽引する場合については、被牽引側は「付随車」扱いとなるので、法規制は限定となり、以降に詳述する。

### 排気量125cc以下の二輪オートバイによる牽引
道路運送車両法においては、排気量125cc以下の二輪オートバイは原動機付自転車と定められ、同法の原動機付自転車によって牽引することを目的とした車両は、「付随車」と定められる。付随車は原動機付自転車の定義に内包されるため、原動機付自転車の保安基準を満たさなければならない。（道路運送車両法第二条第三項及び道路運送車両法の保安基準第一条の十四）
道路交通法においては排気量50cc超125cc以下の二輪オートバイは「普通自動二輪車」であり、「自動車」と定められる。また、同法において排気量50cc以下の二輪オートバイは原動機付自転車と定められ「自動車」扱いではない。このため、道路交通法における牽引の制限は、排気量50cc超125cc以下の二輪オートバイについては同法第59条、排気量50cc以下の二輪オートバイについては同法第60条および同条に基づき都道府県公安委員会の定める道路交通規則、道路交通法施行細則等の条文でそれぞれ個別に規定される。制限の内容は各都道府県の条文毎にばらつきがみられる。
道路交通法において、排気量50cc超125cc以下の二輪オートバイが牽引できる対象は単に「車両」とされている（同法第59条）。排気量50cc以下の二輪オートバイの牽引できる対象は都道府県公安委員会の規定により、「リヤカー」とされる場合（東京都、大阪府、兵庫県等）や、「車両」とされる場合（京都府等）などがある。
軽車両を付随車として使用する場合の積載重量は道路交通法第57条第2項に拠って都道府県公安委員会の定める道路交通規則、道路交通法施行細則等にて制限されることが多く、例として東京都、大阪府、京都府などでは120Kgに制限されている。
公道での最高速度は排気量50cc超125cc以下の二輪オートバイ、もしくは排気量50cc以下の二輪オートバイで牽引する場合ともに25km/h（道路標識等の最高速度がこれ以下の場合はその速度）に制限される。(道路交通法施行令第12条第1項および第2項、道路交通法施行規則第5条の3）
ブレーキ性能については、付随車を連結したうえで、連結しない場合と同様の制動性能の技術基準を満たす場合、付随車のブレーキを省略できる。（道路運送車両の保安基準第60条）

#### 保険
自賠責保険および自動車任意保険においてはけん引する原動機自転車と一体として扱われる。原動機付自転車と連結して運行する場合には問題がないが、本車と切り離してリヤカーとして運行する場合には、軽車両となるため、本車の自賠責保険および自動車任意保険は適用除外となる。
軽車両の運行に関しては、非営利活動であれば運転者または運行者が別途契約した個人賠償責任保険が適用できる場合があるが、営利活動の場合は適用除外となる。なお、道路外における運行・運転についてはそもそも、自賠責保険および自動車任意保険は原則として適用除外である。